# 松竹お笑いラジオ
松竹お笑いラジオ（しょうちくおわらいラジオ）は、CBCラジオで毎週日曜日に放送されている番組。松竹芸能の若手お笑いコンビのオジンオズボーンとヒカリゴケのタッグで送る予測不能なラジオ番組。

## 放送時間
- 毎週日曜日　20:00-21:00

## パーソナリティ
- オジンオズボーン
- ヒカリゴケ

## 主なコーナー
- 「僕的にはこんな感じ」のコーナー
- Twitterでつぶやいている有名人を紹介
- 「ガチンコバトル!俺は間違ってない!」のコーナー
- 挑戦のコーナー